# Ambaixada romana (Macedònia, 203 aC)
El Llegat romà va enviar una ambaixada romana a Macedònia el 203 aC.
Les ambaixades estaven formades per un grup d'ambaixadors i tenien per missió portar missatges del Senat a estats estrangers. El seu nomenament era considerat un gran honor i només es concedia a homes il·lustres.
El senat romà va enviar tres ambaixadors romans a Filip V de Macedònia el 203 aC i encarregats de protegir els aliats romans amenaçats pel rei macedoni:
- Marc Aureli Cotta
- Gai Mamili Vítul
- Gai Terenci Varró